# Instrument de navigation

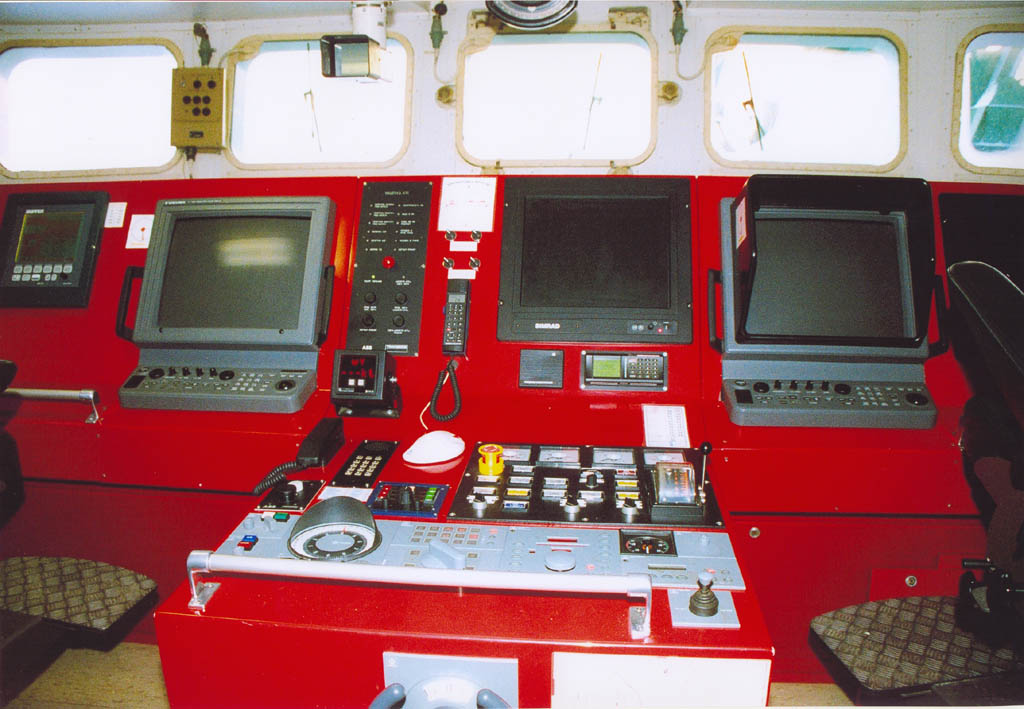
instruments de navigation maritime

Les instruments de navigation sont utilisés à bord d'un navire ou d'un aéronef.
Ils renseignent la position, la vitesse, les obstacles ou toute information qui rend possible ou facilite la navigation,,. 

## Matériel de report
- Compas (géométrie)
- Pied à coulisse
- Règles parallèles (en)

## Mesures directes
- Loch (bateau) (chip log, common log, ship log, log), mesure de la vitesse relative, pour la navigation à l'estime
- Sablier marin
- Sondage à main (plomb de sonde), de bathymétrie

## Systèmesmagnétiques
- Boussole
- Compas

## Systèmescélestes
- Kamal
- Arbalestrille ou Bâton de Jacob (arbalète, bâton gradué)
- Astrolabe, astrolabe de marine (en)
- Anneau astronomique universel
- Nocturlabe
- Roue pôle-homme
- Sphère armillaire
- Quadrant de navigation
- Quadrant
- Quartier de Davis (Back staff, quartier anglais)
- Cercle de réflexion (instrument) dit de Borda puis Cercle hydrographique
- Octant (1731)
- Sextant (1757)
- Portulan

## Systèmes à émission d'ondes
- Sondeur bathymétrique
- Radar

## Radionavigation
- Systèmes de positionnement par satellites
- LORAN
- Radiogoniométrie

## Systèmes d'aide à la navigation
- Système de visualisation des cartes électroniques et d'information (ECDIS)
- Système d'identification automatique (AIS).
- Aide de pointage de radar automatique (ARPA).